# Монте (Бјела)
Монте је насеље у Италији у округу Бијела, региону Пијемонт.
Према процени из 2011. у насељу је живело 50 становника. Насеље се налази на надморској висини од 449 м.